# Sébastien Farran
Pour les articles homonymes, voir Farran.
Sébastien Farran, né le 5 mars 1971 à New York, est un producteur et manager d'artistes français. Il s'occupait plus particulièrement des carrières de Suprême NTM, JoeyStarr, Raggasonic, Tété et de Johnny Hallyday. Sébastien Farran dirige également l'agence Rush Management .

## Biographie
Né en 1971 à New-York, il grandit dans le monde de la musique et des médias. Son grand-père, Jean Farran, est le fondateur de la radio RTL. Son père Dominique a été journaliste musical, avant de créer et animer WRTL. Sa mère, Caroline Tiné, mannequin, fut également journaliste, écrivain, photographe de concerts. Le producteur de concerts Pascal Bernardin (Zero Productions, Encore Productions) fait partie des amis de la famille. Sébastien a 16 ans quand, jeune stagiaire, il prend goût à l'industrie musicale, en travaillant sur des tournées de Supertramp ou Police.
L'année suivante, il effectue un nouveau stage, cette fois-ci à New York. Il devient assistant de Donald Fagen (moitié de Steely Dan) qui prépare des concerts à Manhattan. Il découvre le hip-hop dans les rues de New York.
Mais avant d'en faire ultérieurement un métier, il doit terminer ses études. Il fait ses classes de lycée à l'École alsacienne de Paris. Il admettra : « J'étais un cancre ». Après avoir envisagé un temps d'intégrer l'Institut d'études politiques de Paris, il étudie finalement l'Histoire à la Sorbonne.
Alors qu'il a conservé sa passion pour le Hip-Hop, il apprend les différentes facettes du métier au sein du label Carrère. C'est à cette époque qu'un ami, Stefano, lui conseille alors d'écouter Radio Nova, qui a ouvert ses ondes à une bande de graffeurs de la région parisienne. « Il est blanc, je suis noir, la différence ne se voit que dans les yeux des bâtards ». Sous le choc de ce qu'il vient d'entendre, Sébastien Farran rencontre NTM aussi vite qu'il le peut. Avec Franck Chevalier, le mari de la « pythie punk » Nina Hagen qui lâchera rapidement l'affaire face au poids des tâches administratives, ils deviennent manager du groupe. Après un titre remarqué sur la désormais mythique compilation Rapattitude, NTM signe en 1990, sous la houlette de Sébastien, un accord d'édition avec EMI, un contrat discographique avec Sony et inaugure sa première tournée.
Homme fort du rap français en pleine effervescence, Sébastien Farran devient également manager d'Assassin et rencontre Lucien « PapaLu », pionnier du hip-hop français devenu légendaire entre New York et Paris. Les éditions EMI lui offrent un poste de directeur artistique, mais ce métier de l'ombre et de la patience le frustre. Il veut également sortir et produire des disques. Ce sera chose faite avec le premier album de Raggasonic (1995) qui aiguise un peu plus encore sa passion pour le reggae dancehall. Il devient DJ sous le nom de Terror Seb et joue même en Jamaïque.
La major Universal relance alors le label Island, né justement en Jamaïque, et fier de rejoindre la maison qui a propulsé Bob Marley, Sébastien Farran en le devient directeur artistique. Avec le responsable marketing d'Island, Nicolas Nardone, il lance alors en 1996 sa société de management : Lickshot Entertainment. Il représente aussi la rappeuse Lady Laistee, dont le single Et si ? obtient un triomphe chez Barclay : près de 500 000 ventes. Très vite, l'artiste Tété rejoint l'écurie Lickshot.
Pendant que Nardone gère le quotidien de NTM, notamment la tournée des Zénith, Farran produit en 1997 chez Island une compilation fondatrice d'une nouvelle scène rap française, L432, qui regroupe Lunatic, Oxmo Puccino, Arsenik, Lady Laistee, Expression Direkt ou Afro Jazz, groupe radical dont Island sortira la même année l'album Afrocalypse.
Sébastien Farran n'oublie pas pour autant ses racines rock et, cette même année, il travaille sur le second album du groupe No One Is Innocent.
Les choses suivent leur cours, mais deux ans près le split de Raggasonic en 1998, NTM se sépare en 2000. Toujours ami avec Kool Shen, Farran suit alors la route de JoeyStarr avec qui il fonde, en compagnie de DJ Spank, le label BOSS, dont il assure la gestion avec Nardone. C'est ensemble qu'ils s'emparent une fois par semaine des ondes de Skyrock pour des émissions incontrôlées voire chaotiques et devenues légendaires. Terror Seb reprend également du service avec Naughty J, pour une tournée en sound-system qui écume Métropole et Antilles (Ragga Connection).
Moins de vingt ans après le retour de New York d'un Sébastien Farran ébloui par le hip-hop américain, le rap français est lui aussi devenu une industrie lourde. En 2002, Farran est associé au vaste projet Urban Peace, qui remplit le Stade de France avec une affiche mettant volontairement à l'honneur la diversité de la scène. C'est une énorme succès. À tel point que l'année suivante, en 2003, Canal + négocie avec Farran la participation de Joey Starr et de son écurie BOSS dans une émission de télé-réalité qui connaîtra un triomphe, 60 jours 60 nuits. Et de même que sa compilation L432 avait rencontré un énorme succès, il récidive en 2004 avec le mix Ragga Connection 4. Nouveau carton : 500 000 ventes pour le label Sony.
Malgré le départ de Nicolas Nardone, Lickshot étoffe son catalogue tous azimuts, de l'électro d'Etienne de Crécy au reggae de Toma.
Mais le grand public ne découvre Sébastien Farran qu'en 2007, lorsqu'il intègre le jury de l'émission Pop Stars diffusée par M6. Ce qui ne l'empêche pas de travailler secrètement sur la reformation de NTM à Bercy, en septembre 2008. Pour l'occasion, 25 000 billets sont vendus en dix minutes : « L'un des plus beaux jours de ma vie », confie-t-il.
La même année, il lance à Biarritz un nouveau festival, le BIG Festival. Une épopée qui mêlera pendant dix ans des légendes du rock (Iggy Pop, Neil Young) et les jeunes pousses, avant de devoir jeter l'éponge. Fan de folk depuis sa jeunesse, il surprend alors jusqu'à son entourage en devenant, en 2009, manager du duo Cocoon. Mais la réalité le rattrape vite quand il doit gérer à la dernière minute l'annulation de dix festivals par NTM — Joey Starr venant d'être incarcéré pour six mois. La société d'organisation de concerts Yardie, montée par Farran et Stéphane Minier, fait alors faillite.
Quand Joey Starr sort de prison en 2010, il s'oriente vers le cinéma, notamment avec Polisse de Maïwenn, et s'éloigne de Sébastien Farran. En 2014, dans une avalanche d'accusations et de violence verbale, la séparation atteint le point de non-retour.
Mais il y a eu entre-temps, en 2012, de nouvelles rencontres fortes et des collaborations immédiates. D'abord avec le groupe Cassius, puis surtout avec Johnny Hallyday. En sept années agitées, Sébastien Farran s'occupe de quatre albums, de tournées qui le feront notamment retrouver les Etats-Unis. Il réussit même à convaincre le chanteur de rejoindre l'étonnant projet initié par Valéry Zeitoun, autre Biarrot d'adoption : le groupe les Vieilles Canailles et les tournées qui réunissent sur scène, fin 2014, Eddy Mitchell, Jacques Dutronc et Johnny Hallyday.
Mais après quatre années d'intense et riche collaboration, Farran apprend en octobre 2016 la maladie de Johnny. Le chanteur désire cependant tourner, enregistrer jusqu'à la fin : c'est ce qui le fait tenir debout. Le temps est compté : un ultime album est en chantier et une tournée des Vieilles Canailles est prévue en juin et juillet 2017.
En octobre de cette même année, Farran solde les comptes de Lickshot et, avec Fabrice Develay et un fan de Johnny, Jean-François Gobertier, il lance une nouvelle société de management et de service aux artistes, avec cette fois-ci des ambitions internationales : Rush Management. Mais avant de s'y consacrer pleinement, il doit affronter le décès de Johnny Hallyday, survenu le 5 décembre 2017. Il s'occupe de rendre le meilleur hommage possible à son protégé lors de ses funérailles, que de plus de 500 000 fans suivront dans les rues, et près de 15 millions à la télévision.
Rush Management attend donc 2019 pour révéler ses ambitions et son envergure. Le catalogue d'artistes inclut : SCH, Cassius, Yarol Poupaud, Léa Paci ou encore Bénabar. L'aventure se poursuit à ce jour (2024).

## Vie privée
En 2007, Sébastien Farran épouse l'artiste hip-hop Lady Laistee, avec qui il a deux enfants, Téo et Léa (qui travaille aujourd'hui dans la musique). Le couple se sépare en 2009.
Il rencontre ensuite Nadège Winter, qu'il épouse en 2019. Ils ont une fille, Lola, née en 2010.